# Diaphorocera sicardi
Diaphorocera sicardi là một loài bọ cánh cứng trong họ Meloidae. Loài này được Bedel miêu tả khoa học năm 1917.